# WTA Sofia
Das WTA Sofia (offiziell: Vitosha New Otani) ist ein ehemaliges Damen-Tennisturnier der WTA Tour, das in Sofia, Bulgarien, ausgetragen wurde.

## Siegerliste

### Einzel
| Jahr                  | Sieger            | Finalgegner      | Ergebnis  |
| --------------------- | ----------------- | ---------------- | --------- |
| ↓ Kategorie: Tier V ↓ |                   |                  |           |
| 1988                  | Conchita Martínez | Barbara Paulus   | 6:1, 6:2  |
| 1989                  | Isabel Cueto      | Katerina Maleewa | 6:2, 7:63 |

### Doppel
| Jahr                  | Siegerinnen                      | Finalgegnerinnen               | Ergebnis      |
| --------------------- | -------------------------------- | ------------------------------ | ------------- |
| ↓ Kategorie: Tier V ↓ |                                  |                                |               |
| 1988                  | Conchita Martínez Barbara Paulus | Sabrina Goleš Katerina Maleewa | 1:6, 6:1, 6:4 |
| 1989                  | Laura Garrone Laura Golarsa      | Silke Meier Elena Pampoulova   | 6:4, 7:5      |